# NADH:ユビキノン還元酵素 (ナトリウムイオン輸送型)
NADH:ユビキノン還元酵素 (ナトリウムイオン輸送型) (NADH:ubiquinone reductase (Na+-transporting)) は、NADHからユビキノン（CoQ）へ電子2つを転移させる酸化還元酵素であり、その際に生体膜の片側から反対側へとナトリウムイオンを輸送する酵素である。
NADH + H+ + ubiquinone {\displaystyle \rightleftharpoons } NAD+ + ubiquinol
6つのサブユニットからなる膜結合型のフラボタンパク質であり、海産の細菌や、コレラ菌、インフルエンザ菌、淋菌、髄膜炎菌、ペスト菌、緑膿菌など病原性細菌から見出されている。呼吸鎖において複合体Iと同様の機能をはたすが、水素イオンではなく、ナトリウムイオンを輸送する点が特徴である。海産の細菌の場合、海水は通常pHが8前後でプロトンの濃度勾配が逆転になってしまうことから、プロトンの代わりにナトリウムイオンの濃度勾配を形成し、それがATP合成や鞭毛の回転などに使われるのは合理的といえる。